# 카탈루냐 의회

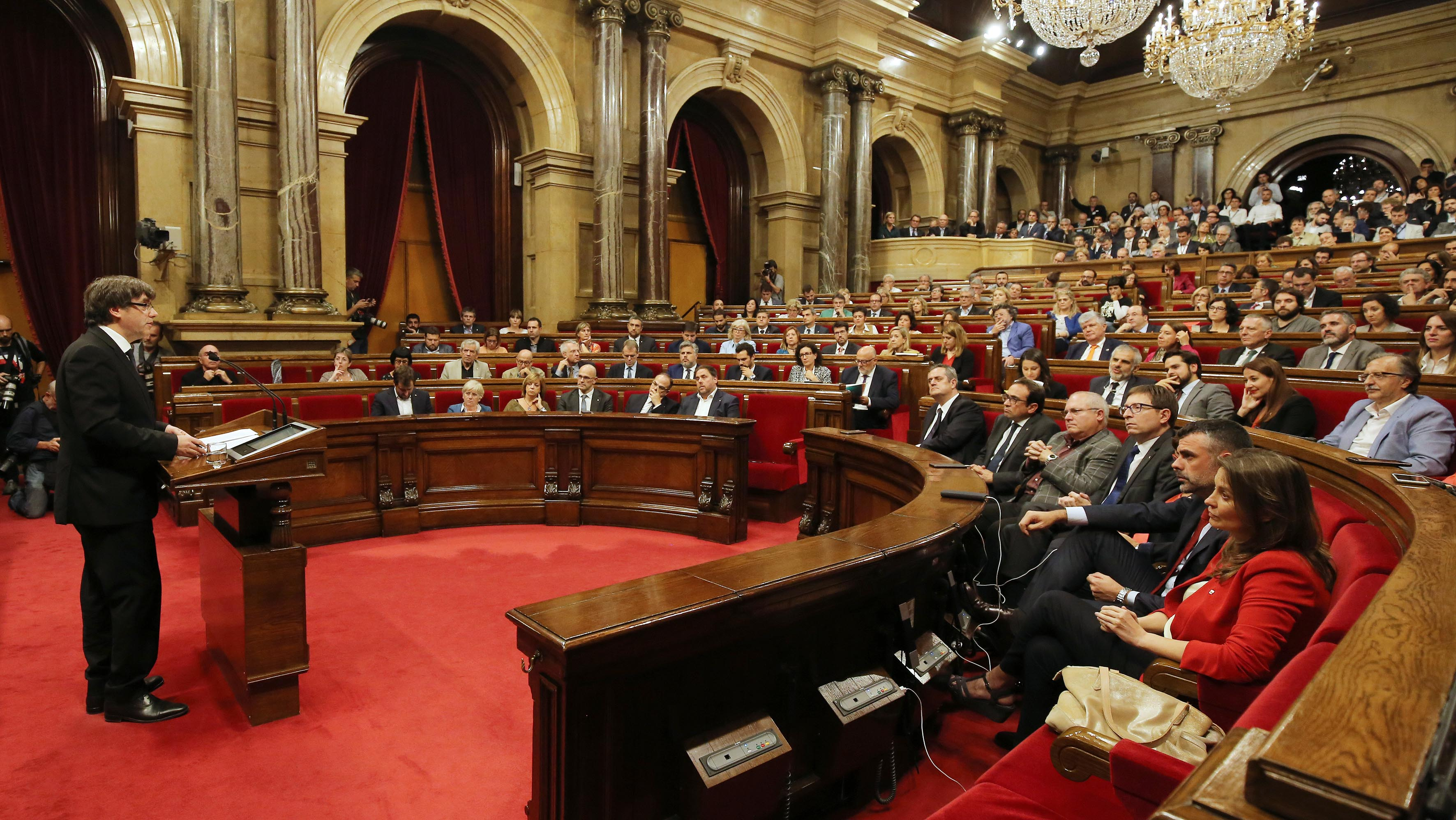

카탈루냐 의회(카탈루냐어: Parlament de Catalunya)는 스페인 카탈루냐 지방의 입법 기관이다.

## 운영
단원제 의회이며, 임기는 4년이다. 임기 만료시 또는 해산시 전체 의석이 개선된다. 카탈루냐 지방을 구성하는 바르셀로나도, 례이다도, 타라고나도, 지로나도를 각각 하나의 선거구로 하여 4선거구에 총 135 의석을 가진다. 카탈루냐 의회는 바르셀로나 시우타델랴 공원에 위치한다.